# Liste de substances actives de produits phytopharmaceutiques autorisées par l'Union européenne
L'annexe I de la directive 91/414/CEE concernant la mise sur le marché des produits phytopharmaceutiques indique quelles sont les substances actives 
qui peuvent entrer dans la composition des préparations phytopharmaceutiques commercialisées sur le territoire de l'Union européenne. Pour mémoire, les termes de produit phytosanitaire et pesticide sont également employés dans un sens proche de celui de produit phytopharmaceutique.
Cette liste est périodiquement révisée en fonction de la progression du programme de réévaluation toxicologique et écotoxicologique des substances actives de produits phytopharmaceutiques conduit par l'Union européenne.
La liste ci-dessous indique les noms de ces substances actives, suivies par la référence de la directive de la Commission l'inscrivant dans l'annexe I de la directive 91/414/CEE.
- Haut – A
- B
- C
- D
- E
- F
- G
- H
- I
- J
- K
- L
- M
- N
- O
- P
- Q
- R
- S
- T
- U
- V
- W
- X
- Y
- Z

## 1
- 1-méthylcyclopropène  -  2006/19/CE

## 2
- 2-4 D (acide 2,4-dichlorophénoxyacétique)  -  Directive 2001/103/CE
- 2-4 DB  -  Directive 2003/31/CE

## A
- Abamectine  -  2008/107/CE
- Acétamipride  -  Directive 2004/99/CE
- Acibenzolar-S-méthyl  -  Directive 2001/87/CE
- Acide benzoïque  -  Directive 2004/30/CE
- Aclonifène  -  2008/116/CE
- Alpha-cyperméthrine  -  Directive 2004/58/CE
- Amidosulfuron  -  2008/40/CE
- Aminotriazole (Amitrole)  -  Directive 2001/21/CE
- Ampelomyces quisqualis  -  Directive 2005/2/CE
- Azimsulfuron  -  Directive 1999/80/CE
- Azoxystrobine  -  Directive 1998/47/CE

## B
- Bacillus subtilis souche QST 713, identique à la souche AQ 713  -  2007/6/CE
- Béflubutamid  -  2007/50/CE
- Bénalaxyl  -  2004/58/CE
- Benfluraline  -  2008/108/CE
- Bentazone  -  2000/68/CE
- Benthiavalicarb  -  2008/44/CE
- Béta-cyfluthrine  -  2003/31/CE
- Bifénazate  -  2005/58/CE
- Bifénox  -  2008/66/CE
- Bixafen (SDHI)
- Boscalid (SDHI) -  2008/44/CE
- Bromoxynil  -  2004/58/CE

## C
- Captane  -  2007/5/CE
- Carbendazime  -  2006/135/CE
- Carfentrazone  -  2003/68/CE
- Carvone  -  2008/44/CE
- Carboxine (SDHI)
- Chloridazone  -  2008/41/CE
- Chlorothalonil  -  2005/53/CE
- Chlorprophame  -  2004/20/CE
- Chlorpyriphos  -  2005/72/CE
- Chlorpyriphos-méthyl  -  2005/72/CE
- Chlortoluron  -  2005/53/CE
- Cinidon-éthyl  - 2002/64/CE
- Clodinafop  -  2006/39/CE
- Clofentézine  -  2008/69/CE
- Clomazone  -  2007/76/CE
- Clothianidine  -  2006/41/CE
- Coniothyrium minitans  -  2003/079/CE
- Coumaphène ou Warfarine - 2006/5/CE
- Cyazofamid  - 2003/23/CE
- Cyclanilide  -  2001/87/CE
- Cyfluthrine  -  2003/31/CE
- Cyhalofop-butyl  - 2002/64/CE
- Cyperméthrine  -  2005/53/CE
- Cyprodinil  -  2006/64/CE

## D
- Daminozide  -  2005/53/CE : seules les utilisations en tant que régulateur de croissance dans des cultures non comestibles peuvent être autorisées dans les pays membres.
- Deltaméthrine  -  2003/5/CE
- Dicamba  -  2008/69/CE
- Dichlofluanide  -  2007/20/CE
- Dichlorprop-p  -  2006/74/CE
- Difénoconazole  -  2008/69/CE
- Diflubenzuron  -  2008/69/CE
- Diflufénican  -  2008/66/CE
- Diméthénamide-p  -  2003/84/CE
- Diméthoate  -  2007/25/CE
- Diméthomorphe  -  2007/25/CE
- Dimoxystrobine  -  2006/75/CE
- Dinocap  -  2006/136/CE
- Diquat  -  2001/21/CE
- Diuron  -  2008/91/CE (après avoir été interdit par la décision 2007/417/CE)

## E
- Époxiconazole  -  2008/107/CE
- Esfenvalérate  -  2000/67/CE
- Éthéphon  -  2006/85/CE
- Éthofumesate  -  2002/37/CE
- Éthoprophos  -  2007/52/CE
- Ethoxysulfuron  -  2003/23/CE
- Etoxazole  -  2005/34/CE

## F
- Famoxadone  -  2002/64/CE
- Fénamidone  -  2003/68/CE
- Fénamiphos  -  2006/85/CE
- Fénarimol  -  2006/134/CE
- Fenhexamide  -  2001/28/CE
- Fénoxaprop-p  -  2008/66/CE
- Fenpropidine  -  2008/66/CE
- Fenpropimorphe  -  2008/107/CE
- Fenpyroximate  -  2008/107/CE
- Fipronil  -  2007/52/CE
- Flazasulfuron -  2004/30/CE
- Florasulam  -  2002/64/CE
- Fluazinam  -  2008/108/CE
- Flufénacet  -  2003/84/CE
- Fludioxonyl  -  2007/76/CE
- Flumioxazine  -  2002/81/CE
- Fluoxastrobine  -  2008/44/CE
- Flurtamone  -  2003/84/CE
- Flupyrsulfuron-méthyl  -  2001/49/CE
- Fluroxypyr  -  2000/10/CE
- Flusilazole  -  2006/133/CE
- Flutolanil (SDHI)  -  2008/108/CE
- Fluopyram (SDHI)
- Fluxapyroxad (SDHI)
- Foramsulfuron  - 2003/23/CE
- Fosthiasate  -  2003/84/CE
- Fuberidazole  -  2008/108/CE
- Fluxapyroxad (SDHI)

## G
- Gliocladium catenulatum  -  2005/2/CE
- Gluphosinate  -  2007/25/CE
- Glyphosate  -  2001/99/CE

## H
- Hydrazide maléique  -  2003/31/CE

## I
- Imazalil  -  1997/73/CE
- Imazamox  -  2003/23/CE
- Imazosulfuron -  2005/3/CE
- Imazaquine -  2008/69/CE
- Imidaclopride -  2008/116/CE
- Iodosulfuron  -  2003/84/CE
- Ioxynil -  2004/58/CE
- Iprodione  -  2003/31/CE
- Iprovalicarb  -  2002/48/CE
- Isoproturon  -  2002/18/CE
- Isopyrazam (SDHI)
- Isoxaflutole  -  2003/68/CE

## K
- Krésoxym méthyl  -  1999/01/CE

## L
- Lambda-cyhalothrine  -  2000/80/CE
- Laminarine  -  2005/3/CE
- Lénacile  -  2008/69/CE
- Linuron  -  2003/31/CE

## M
- Mancozèbe  -  2005/72/CE
- Manèbe  -  2005/72/CE
- MCPA et certains de ses esters -  2005/57/CE
- MCPB  -  2005/57/CE
- Mécoprop  -  2003/70/CE
- Mécoprop-p  -  2003/70/CE
- Mépanipyrim  -  2004/62/CE
- Mépiquat  -  2008/108/CE
- Mésosulfuron  -  2003/119/CE
- Mésotrione  -  2003/68/CE
- Métalaxyl-M (ou méfénoxam)  -  2002/64/CE
- Métazachlore  -  2008/116/CE
- Méthiocarbe  -  2007/5/CE
- Métométuron  -  2005/54/CE
- Métrafénone -  2007/6/CE
- Metconazol  -  2006/74/CE
- Méthamidophos  -  2006/131/CE
- Méthoxyfénozide -  2005/3/CE
- Métirame  -  2005/72/CE
- Métribuzine  -  2007/25/CE
- Metsulfuron méthyl  -  2000/49/CE
- Milbémectine  -  2005/58/CE
- Molinate  -  2003/81/CE

## N
- Nicosulfuron  -  2008/40/CE

## O
- Oxadiazon  -  2008/69/CE
- Oxadiargyl  -  2003/23/CE
- Oxamyl  -  2006/16/CE
- Oxasulfuron  -  2003/23/CE

## P
- Paecilomyces fumosoroseus souche Apopka 97, PFR 97 ou CG 170, ATCC20874  -  2001/47/CE
- Paecilomyces lilacinus  -  2008/44/CE
- Pendiméthaline  -  2003/31/CE
- Pentriopyrad (SDHI)
- Pethoxamide  -  2006/41/CE
- Penflufen (SDHI)
- Phenmédipham -  2004/58/CE
- Phosmet  -  2007/25/CE
- Phosphate ferrique  -  2001/87/CE
- Piclorame  -  2008/69/CE
- Picolinafène  - 2002/64/CE
- Picoxystrobine  -  2003/84/CE
- Pirimicarbe  -  2006/39/CE
- Procymidone  -  2006/132/CE
- Prohexadione calcium  -  2000/50/CE
- Propamocarbe  -  2007/25/CE
- Propiconazole  -  2003/70/CE
- Propinèbe  -  2003/39/CE
- Propoxycarbazone  -  2003/119/CE
- Propyzamide  -  2003/39/CE
- Prosulfuron  -  2002/48/CE
- Prosulfocarbe  -  2007/76/CE
- Prothioconazole  -  2008/44/CE
- Pseudomonas chlororaphis  - 2004/71/CE
- Pymétrozine  -  2001/87/CE
- Pyraclostrobine - 2004/30/CE
- Pyraflufen-éthyl  -  2001/87/CE
- Pyridate  -  2001/21/CE
- Pyriméthanil -  2006/74/CE
- Pyrimiphos-méthyl  -  2007/52/CE
- Pyriproxifène  -  2008/69/CE

## Q
- Quinoclamine - 2008/66/CE
- Quinoxyfen - 2004/60/CE

## R
- Rimsulfuron  -  2006/39/CE

## S
- Sédaxane (SDHI)
- S-métolachlore  -  2005/3/CE
- Silthiofam  -  2003/84/CE
- Spinosad  -  2007/6/CE
- Spiroxamine  -  1999/73/CE
- Sulfosulfuron  -  2002/48/CE

## T
- Tébuconazole -  2008/86/CE
- Tépraloxydim -  2005/34/CE
- Thiabendazole  -  2001/21/CE
- Thiaclopride -  2004/99/CE
- Thiamethoxam -  2007/6/CE[2]
- Thirame  -  2003/81/CE
- Thifensulfuron  -  2001/99/CE
- Thiophanate-méthyl  -  2005/53/CE
- Tolclofos-méthyl  -  2006/39/CE
- Tolylfluanide -  2006/6/CE
- Tralkoxydime  -  2008/107/CE
- Triasulfuron  -  2000/66/CE
- Tribenuron  -  2005/54/CE
- Triclopyr  -  2006/74/CE
- Trifloxystrobine  -  2003/68/CE
- Trinexapac  -  2006/64/CE
- Triticonazole  -  2006/39/CE

## V
- Virus de la polyhédrose nucléaire Spodoptera exigua  -  2007/50/CE

## W
- Warfarine ou Coumaphène -  2006/5/CE

## Z
- Zirame  -  2003/81/CE
- Zoxamide  -  2003/119/CE